# Wolverine (Michigan)
Wolverine – wieś w Stanach Zjednoczonych, w stanie Michigan, w hrabstwie Cheboygan.